# Луш, Карлуш
Ка́рлуш Кои́мбра да Лу́ш (порт.-браз. Carlos Coimbra da Luz; 4 августа 1894, Трес-Корасойнс, Минас-Жерайс, Бразилия — 9 февраля 1961, Рио-де-Жанейро, Бразилия) — бразильский государственный деятель, адвокат, временно исполнял обязанности президента с 8 по 11 ноября 1955 года.

## На посту президента
8 ноября 1955 года, за несколько дней до президентских выборов, президент Бразилии Жуан Кафе Филью ушёл в отставку по состоянию здоровья. Карлуш Луш, как Председатель Палаты депутатов, занял его место. По своим политическим взглядам и связям он был наиболее близок к Национально-демократическому союзу (НДС) — партии, которая делала всё для искоренения влияния Жетулиу Варгаса в стране и политике.
На состоявшихся президентских выборах победу одержал Жуселину Кубичек, представитель левых сил, близких к сторонникам Варгаса. Представители НДС попытались оспорить результаты выборов и стали готовить государственный переворот с целью не допустить передачу власти Кубичеку.
Однако на этот раз в рядах военной верхушки не было единогласия. Учитывая тяготение временно находящегося у власти Луша к Национально-демократическому союзу, а также готовность высших военных чинов к силовым мерам, действующий военный министр маршал Энрике Тейшейра Лотт совершил так называемый «упреждающий переворот», направленный на защиту Конституции. Карлуш Луш был смещён с должности президента и был изолирован в своём доме в Копакабане в окружении пехоты и танков.
Власть в стране временно была передана вице-спикеру парламента Нереу Рамушу, который обязался передать власть всенародно избранному президенту Жуселину Кубичеку, как того требовала конституция.
Похоронен на кладбище Святого Иоанна Крестителя в Рио-де-Жанейро.